# Приворотье (Житомирская область)
Приворотье (укр. Привороття) — село в Житомирском районе Житомирской области Украины. До 17 июля 2020 года входило в Брусиловский район. Основано в 1525 году.
Код КОАТУУ — 1820983801. Население по переписи 2001 года составляло 803 человека. Почтовый индекс — 12621. Телефонный код — 4162. Занимает площадь 11,69 км².

## Адрес местного совета
12620, Житомирская область, Житомирский р-н, с. Приворотье, Центральная ул., 5

## Современное состояние
Село Приворотье — расположено в 15 километрах к западу от пгт Брусилова, в 50 километрах от железнодорожной станции Скочище, в 5 км от автодороги Киев — Чоп.
Площадь села — 442 гектара.
Население — 716 человек.
Количество дворов — 276.
День села — 9 мая.
Название села происходит от старого названия «Приворот» («Приворотик»). Поселение находилось на перекрестке дорог Киевского и Млечного путей.
Первое письменное упоминание датируется 1525 годом, когда волынским шляхетским родом Лозко было подтверждено владение Приворотиком, Юным ручьём. Кочеров. Копыловым, а также всеми теми сёлами, которые ранее предоставлялись Великим князем Витовтом и Королём Сигизмундом.
В августе 1989 года село Приворотье первым приняло 367 переселенцев, пострадавших вследствие Чернобыльской катастрофы. Были построены 191 жилой дом, школа на 196 детей, детский сад на 95 детей, амбулатория семейной медицины, дороги, водопроводная система.
25 ноября 1989 решением Житомирского областного Совета за счёт разделения Новоозерянского сельского совета Коростышевского района был образован Приворотский сельсовет с административным центром в селе Приворотье. Первым председателем Приворотского сельского совета была избрана Любенок Людмилу Николаевну, которая проработала на этой должности до марта 2006 года.
В марте 2006 года приворотским сельским главой был избран Шкуративский Виктор Викторович. За период его работы было создано многофункциональное обслуживающее предприятие коммунальной собственности «Коммунальник», восстановлена система наружного освещения улиц, налажена работа Молодёжного центра и Дома культуры, 10 молодых семей получили квартиры. В 2008 году Приворотский сельский совет занял третье место в областном конкурсе на лучшее санитарное состояние и благоустройство территории среди сельских и поселковых советов благодаря слаженной работе коллективов школы, амбулатории семейной медицины, дошкольного учебного заведения, библиотеки, коллектива почтового отделения, депутатов, членов исполнительного комитета, поддержке частных предпринимателей. 
За годы независимости Украины построены 200 жилых домов, типичная общеобразовательная школа I—III степеней, медамбулатория, детский сад, Дом культуры.
Крестьяне получили 305 государственных aктив на собственность земельных паев, которые сданы в аренду ООО «Приворотське».
Улицы заасфальтированы, к домам подведены вода и природный газ.
Настоящим украшением и символом возрождения села стала построенная Церковь Новомучеников и Исповедников в землях Руси, просиявших в XX веке.
Летом 2009 года в Приворотье состоялся Международный молодёжный фестиваль «Молодёжь для молодёжи» под патронатом ООН. Участниками фестиваля были молодёжные команды из США, Франции, Италии, Крыма, Ровненской, Черниговской, Житомирской областей и Приворотья. Четыре дня проходили туристические соревнования, соревнования по геокешингу (GPS-ориентирование), концерты, спортивные соревнования (футбол, теннис, шахматы). 
В мае 2009 года решением сельского совета был утверждён Устав территориальной общины. Днём села определено 9 мая.

## Исторические сведения
Во времена Киевской Руси возле современного села Приворотья могло размещаться и древнерусское поселение. На это указывает как древнее городище в недалеко расположенном от села в сторону Коростышева лесу, так и прохождение через село «Старого пути» — древнейшей дороги из Киева на Волынь.
В 1690 году владельцем села Приворотье стал помещик Корнин и Белок Стефан Сущанский-Проскура, но уже через четыре года он со своей семьей был вынужден бежать от казаков фастовского полковника Семена Палия на Овруче. По возвращении на Киевщину Проскуры продают свои Брусиловские владения, в том числе и Приворотье волынским шляхтичам Ольшанским, от которых в 1756 году оно переходит к знатному польскому роду графов Чацкий. Примерно с 1830 года в Приворотье на пересечении основных путей был построен трактир. В начале XIX в. в Приворотье жителей обоего пола было 238. Принадлежало село Марии Потоцкой и брату её Лаврентию. Здесь же числилось за ксендзом Одинцом Соколовским 118 десятин земли и 12 душ. В дальнейшем село было продано Никифору Мацевичу. «Приворот» описан в дневнике Тараса Шевченко в 1845—1846 годах, во время его возвращения с Волыни в Киев. Первое коллективное хозяйство создано в 1921 году. Однако колхозное движение было связано с селом Новые Озеряны, где находилась центральная усадьба. В Приворотье была только бригада. На землях выращивали зерновые культуры, картофель. Жители села пережили голод (1932—1933 гг.). В годы Великой Отечественной войны 168 односельчан воевали против немецко-фашистских захватчиков, 86 человек погибли, 93 мужчины награждены орденами и медалями. В честь погибших односельчан и воинов-освободителей сооружены два памятника. Приворотье было оккупировано 9 июля 1941. Освобождено 26 декабря 1943. Изгнано на каторжные работы 20 человек, замучено и расстреляно 9 человек, сожжено и разрушено 53 здания совхоза. С 1977 года по 2002 год председателем колхоза «Путь к коммунизму», а потом КСП «Рассвет» был Анатолий Артемович Бойченко.